# 龍ケ崎郵便局
龍ケ崎郵便局（りゅうがさきゆうびんきょく）は茨城県龍ケ崎市にある郵便局。民営化前の分類では集配普通郵便局であった。

## 概要
住所：〒301-8799 茨城県龍ケ崎市出し山町168

## 沿革
- 1873年（明治6年） - 竜ヶ崎郵便取扱所として開設[1]。
- 1875年（明治8年）1月1日 - 竜ヶ崎郵便局（五等）となる。
- 1880年（明治13年） - 貯金取扱を開始。
- 1882年（明治15年） - 為替取扱を開始。
- 1954年（昭和27年）2月1日 - 電気通信業務の取扱を、新設の龍ケ崎電報電話局に移管[2]。
- 1976年（昭和51年）4月5日 - 龍ケ崎市4839番地から同市出し山168番地に移転[3]。
- 1998年（平成10年）9月1日 - 外国通貨の両替および旅行小切手の売買に関する業務取扱を開始。
- 2001年（平成13年）9月25日 - 龍ケ崎郵便局に改称[4]。
- 2006年（平成18年）9月11日 - 河内郵便局、金江津郵便局、利根郵便局から集配業務を移管[5]。
- 2007年（平成19年）10月1日 - 民営化に伴い、併設された郵便事業龍ケ崎支店に一部業務を移管。
- 2012年（平成24年）10月1日 - 日本郵便株式会社発足に伴い、郵便事業龍ケ崎支店を龍ケ崎郵便局に統合。

## 取扱内容
- 郵便、印紙、ゆうパック、内容証明
- 貯金、為替、振替、振込、国際送金、国債、投資信託
- 生命保険、バイク自賠責保険、自動車保険、がん保険、引受条件緩和型医療保険
- ゆうちょ銀行ATM
- 龍ケ崎市内、稲敷郡河内町内および北相馬郡利根町内の集配業務
- ゆうゆう窓口

## 周辺
- 龍ケ崎市役所
- 流通経済大学
- 茨城県立竜ヶ崎第一高等学校・附属中学校

## アクセス
- 関東鉄道竜ヶ崎線 竜ヶ崎駅から徒歩約18分
- 龍・ゆうバス、龍ぐうバス 出し山停留所下車
- 首都圏中央連絡自動車道（圏央道） 牛久阿見ICから南へ約10km
- 駐車場あり：13台